# Рей Томлінсон
Рей Томлінсон (англ. Raymond Samuel Tomlinson; 23 квітня 1941, Амстердам, Нью-Йорк, США — 5 березня 2015, Лінкольн, Массачусетс, США) — американський інженер і програміст.

## Життєпис
У 1971 році, працюючи в компанії BBN, створив програму SENDMSG для обміну повідомленнями між комп'ютерами. Перший лист складався із набору літер — QWERTYUIOP.
Знак комерційне «at», або, як його тепер називають, значок «@» — «равлик», з'явився ще на перших друкарських машинках кінця XIX століття. Рей Томлінсон вперше використав значок «равлик» в електронній пошті щоб відокремити у поштовій адресі імена користувача та комп'ютера, коли він відправив повідомлення з одного ДЕК-10 (Digital Equipment Corporation) комп'ютера на інший ДЕК-10. Обидва комп'ютери були розміщені поруч один з одним. Він розробив систему електронних адрес для обміну поштовими повідомленнями в мережі ARPANet.
Рей Томлінсон помер на 75-му році життя. Причиною смерті, ймовірно, став серцевий напад.

## Нагороди
- 2000 — Премія Джорджа Штібіца[en] від Американського музею комп'ютерів і робототехніки[en] та Відділу комп'ютерних наук університету штату Монтана (США)[5]
- 2001 — Премія Веббі від Міжнародної академії комп'ютерних мистецтв та наук[en] за досягнення в житті. Також у 2001 році він був зарахований до Зали слави випускників Політехнічного інституту Ренсселера.[6]
- 2012 — Винахідник увійшов до Зали слави Інтернету, членами якого також є «батько Інтернету» — Вінтон Серф, головний розробник Всесвітньої павутини — Тім Бернерс-Лі (спільно з Робертом Кайо), винахідник операційної системи Linux — Лінус Торвальдс і засновник «Вікіпедії» — Джиммі Вейлз.[7]